# Cantone di Gex
Il Cantone di Gex è una divisione amministrativa dell'arrondissement di Gex con capoluogo Gex.
A seguito della riforma approvata con decreto del 13 febbraio 2014, che ha avuto attuazione dopo le elezioni dipartimentali del 2015, è passato da 11 a 7 comuni.

## Composizione
Gli 11 comuni facenti parte prima della riforma del 2014 erano:
- Cessy
- Chevry
- Crozet
- Divonne-les-Bains
- Échenevex
- Gex
- Grilly
- Lélex
- Mijoux
- Ségny
- Vesancy

Dal 2015 i comuni appartenenti al cantone sono i seguenti 7:
- Cessy
- Divonne-les-Bains
- Gex
- Grilly
- Sauverny
- Versonnex
- Vesancy